# Mîkola Rudenko
Mikola Rudenko (în ucraineană Микола Данилович Руденко, n. 19 decembrie 1920, Iuriivka, Raionul Lutuhîne, regiunea Luhansk, Ucraina – d. 1 aprilie 2004, Kiev, Ucraina)  a fost un poet ucrainean, scriitor, filosof, disident sovietic, activist pentru drepturile omului și veteran al celui de-al doilea război mondial. El a fost fondatorul grupului ucrainean Helsinki (în ucraineană Українська Гельсінська Група) și a fost arestat de două ori pentru activitățile disidenților săi.

## Biografie
Rudenko avea șapte ani când tatăl său a murit într-un accident minier. Cu mama sa și cu cei doi frați ai săi, a lucrat la ferma familiei până când au fost forțați să dea pământul în timpul procesului de colectivizare. El a fost traumatizat de Holodomor și a remarcat că a rămas cu această traumă toată viața sa. A început să scrie din copilărie și câteva dintre poeziile sale au fost publicate în ziarele locale. Datorită acestora a primit o bursă la Universitatea de Stat din Kiev în 1939. El a studiat doar două luni și a fost înrolat în Armata Roșie.
În timpul războiului, Rudenko a suferit răni grave. La 4 octombrie 1941, în apropiere de Leningrad, a fost rănit de un glonț dum-dum, care i-a distrus oasele pelvisului și a intrat în coloana vertebrală. A petrecut mai mult de un an în spital. Cu toate acestea, a fost în stare să meargă din nou. Rudenko  a primit Premiul Steaua Roșie clasa I a Marelui Război Patriotic și alte șase medalii.
În 1946, Rudenko a părăsit armata, dar nu a revenit la Universitate. A continuat să scrie, iar prima sa colecție de poezii a fost publicată în 1947.

## Lucrări
După publicarea primei sale colecții În marș (З походу) 1947, a fost acceptat în Uniunea Scriitorilor din Ucraina. Rudenko a fost membru al partidului comunist și a avut diverse locuri de muncă pentru diferite edituri. A scris o mare varietate de poezii și romane, printre cele mai cunoscute fiind: Ultima sabie (Остання шабля, 1959), Bumerangul magic (Чарівний бумеранг, 1966), Cheile vulturului (Орлова балка, 1970) și colecția de poezii despre Holodomor, Crucea (Хрест) în 1976.
A scris, de asemenea, lucrări de filozofie. În Energia progresului (1974), el a argumentat împotriva lucrărilor lui Karl Marx. În 1972, lucrările sale au încetat să mai fie publicate în Uniunea Sovietică.

## Activitatea dedisidență
Rudenko și-a încetat colaborarea cu partidul comunist la sfârșitul anilor 1940. El era convins că destalinizarea nu este răspunsul și că adevărata problemă a fost ideologia sovietică, nu Iosif Stalin. Rudenko a început să trimită petiții membrilor partidului comunist despre necesitatea reformei, chiar și lui Nikita Hrușciov în 1960. El a fost pus sub supraveghere de către KGB și a început să se întâlnească din ce în ce mai des cu alți membri ai mișcării de disidență. În 1974 a fost expulzat din cadrul Partidului Comunist al Uniunii Sovietice pentru opiniile sale despre marxism. Și-a pierdut slujba și a trebuit să lucreze ca paznic de noapte. În anii 1970 a început să se implice în drepturile omului. Drept rezultat, a fost arestat la 18 aprilie 1975 pentru agitație și propagandă antisovietică, dar a fost eliberat pe amnistie ca veteran al celui de-al doilea război mondial. În 1976 a fost obligat să dea un examen psihiatric. La 9 noiembrie 1976 a anunțat formarea Grupul Helsinki Ucraina. Grupul a început să publice informații despre încălcările drepturilor omului în Ucraina, inclusiv detalii despre Holodomor și despre alte represiuni și atrocități.

## Arestare
La 5 februarie 1977 a fost arestat din nou împreună cu Oleksiy Tykhyi. Procesul său a avut loc între 23 iunie și 1 iulie 1977 și a fost condamnat la 7 ani într-un lagăr de muncă și 5 ani în exil pentru agitație și propagandă antisovietică. În 1978, toate cele 17 lucrări ale sale au fost scoase din circulație. Rudenko a fost dus pentru prima dată într-o tabără de prizonieri din Mordovia, iar soția sa a fost arestată și trimisă în aceeași tabără. Apoi a fost transferat într-o tabără din regiunea Perm. Ca persoană cu handicap, el nu a fost forțat să muncească la început. Dar, după ce a luat parte la greve a fost mai târziu forțat să facă muncă în ciuda rănilor sale din Marele Război Patriotic. La 5 martie 1984 a fost dus în satul Mamai, astăzi în Republica Altai, pentru a fi exilat. Trei ani mai târziu, soția sa Raisa Rudenko i s-a alăturat. Au fost eliberați în 1987 din cauza presiunii publice. Locuința lor a fost confiscată de stat, așa că au plecat în Germania și apoi în Statele Unite. A lucrat în Statele Unite pentru Radio Svoboda și Vocea Americii, continuând să lucreze pentru Grupul Helsinki Ucraina. În 1988, i-a fost retrasă cetățenia sa sovietică. S-a întors la Kiev în septembrie 1990, iar cetățenia sovietică i-a fost reacordată și a fost complet reabilitat.

## Onoruri și premii
Rudenko a primit diverse onoruri pentru munca sa. În 1988, Centrul educațional și științific din Philadelphia l-a numit ucraineanul anului pentru apărarea drepturilor naționale ale poporului ucrainean și a culturii sale. În 1990 a fost ales membru al Academiei Libere de Științe din Ucraina. În 1993, Rudenko a primit premiul de stat Taras Șevcenko pentru literatură (în ucraineană Національна премія України імені Тараса Шевченка). În 1998, memoriile sale au fost publicate sub titlul "Найбільше диво - життя" (Cel mai mare miracol este viața: Memorii).
Uniunea Sovietică
|  | Ordinul Steaua Roșie                  |
|  | Ordinul Războiului Patriotic, clasa I |

Ucraina
|  | Erou al Ucrainei                            |
|  | Ordinul de Merit al Ucrainei, clasa a III-a |